# Фаржа, Корали
Корали́ Фаржа́ (фр. Coralie Fargeat; род. 24 ноября 1976, Париж, Франция) — французский кинорежиссёр, сценаристка и продюсер. Обрела широкую известность и признание благодаря своей второй полнометражной картине «Субстанция» (2024), которая принесла ей приз Каннского кинофестиваля за лучший сценарий, а также номинации на премии «Оскар», «Золотой глобус» и BAFTA.

## Биография
Корали Фаржа родилась в 1976 году в Париже. В детстве она и её старший брат проводили много времени со своим дедушкой-киноманом, который и привил внучке любовь к кинематографу. Уже с 16-17 лет Корали планировала стать режиссёром, но после школы решила поступить в парижский Институт политических исследований, где получила диплом бакалавра (1995—1998). На последнем курсе ей удалось попасть на стажировку на съёмочную площадку американского фильма «Две жизни» (2000), который снимался во Франции. Впоследствии она работала вторым ассистентом режиссёра и параллельно начала писать сценарии для короткого метра. В 2003 году вышла её дебютная лента, историческая короткометражка «Телеграмма» (фр. Le télégramme), повествующая о двух жительницах французской деревни в период Второй мировой войны. В 2007 году вместе с Анн-Элизабет Блато она создала сериал из шестиминутных комедийных скетчей Les Fées Cloches.
Несмотря на хороший приём «Телеграммы», в дальнейшем Фаржа столкнулась с карьерными трудностями. Её желание делать фантастическое и «более странное» жанровое кино шло вразрез со вкусами тяготеющей к реализму французской киноиндустрии, из-за чего продюсеры отказывались брать в работу написанные ей сценарии. В 2010 году она поступила в престижную киношколу «Ля Феми», где в течение года обучалась на курсе сценарного мастерства и между прочим подружилась с кинематографисткой Жюлией Дюкурно. В 2014 году, выиграв конкурс с денежным призом, Фаржа смогла выпустить «Реальность+», научно-фантастическую короткометражную ленту о новой технологии, временно позволяющей пользователям видеть себя с внешностью своей мечты. Успех этого проекта помог ей найти финансирование для её первого полнометражного фильма. Им стал франко-англоязычный триллер о мести за изнасилование «Выжившая», премьера которого состоялась в 2017 году на Кинофестивале в Торонто. Он получил преимущественно высокую оценку критиков и был удостоен ряда фестивальных наград, а также похвалы как мощное феминистское высказывание, ставшее более заметным на фоне движения Me Too. После показа картины на фестивале «Сандэнс» Корали Фаржа заметили крупные американские и британские киностудии. В 2022 году она срежиссировала один из эпизодов фэнтезийного сериала Netflix «Песочный человек». Вместе с тем Фаржа отказалась от некоторых предложений о сотрудничестве, в том числе со студией Marvel. По её словам, она «не хотела попасть в ловушку других французских режиссёров, которые едут в США ставить фильмы по чужим сценариям и не получают творческого контроля над своим проектом».

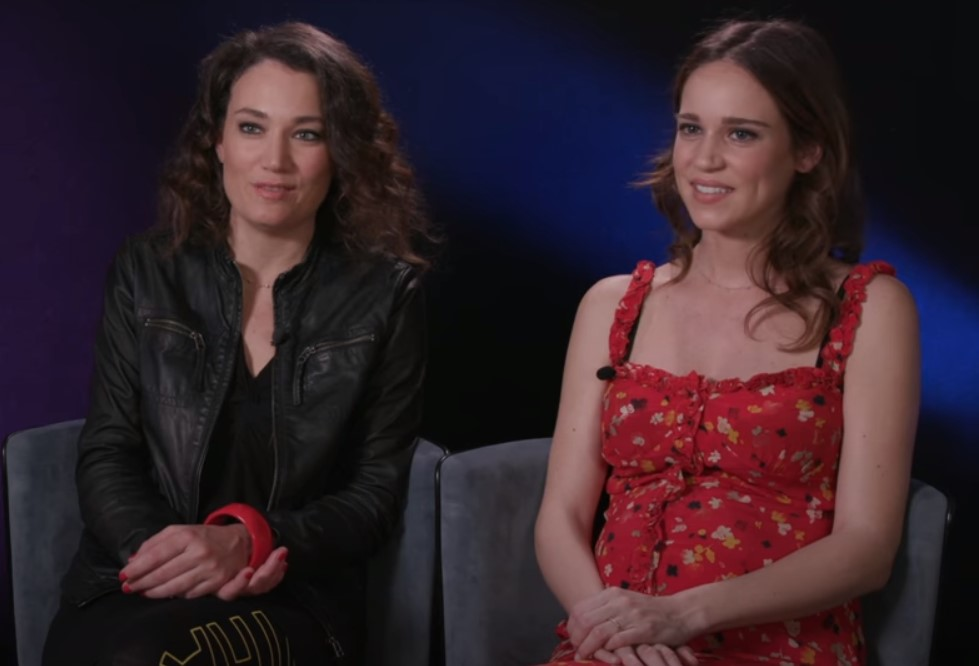
Корали Фаржа и актриса Матильда Лутц («Выжившая») в интервью для MTV

В мае 2024 года на Каннском кинофестивале прошла премьера её следующего полнометражного фильма, англоязычного сатирического боди-хоррора «Субстанция», чей сюжет отчасти был навеян «Реальностью+». Работу над сценарием Фаржа начала, находясь под влиянием атмосферы Лос-Анджелеса, в частности района Силвер-Лейк, где она провела несколько месяцев вскоре после выхода «Выжившей». Весь процесс создания фильма занял около пяти лет. Заручившись поддержкой британской кинокомпании Working Title Films, Фаржа впервые выступила не только сценаристкой, режиссёром и монтажёром, но и сопродюсером своей картины через свою собственную компанию Blacksmith. Ключевые роли исполнили голливудские актёры Деми Мур, Маргарет Куолли и Деннис Куэйд. «Субстанция» выиграла приз Канн за лучший сценарий и получила множество других наград и номинаций, в том числе была выдвинута на премии «Оскар», «Золотой глобус» и BAFTA в категориях за лучшую режиссуру и лучший сценарий.

## Фильмография
| Год       |     | Русское название | Оригинальное название | Участие                                   |
| --------- | --- | ---------------- | --------------------- | ----------------------------------------- |
| 2003      | кор | Телеграмма       | Le télégramme         | режиссёр, сценаристка                     |
| 2008—2014 | с   | —                | Les Fées Cloches      | режиссёр, актриса (фея Пата)              |
| 2014      | кор | Реальность+      | Reality+              | режиссёр, сценаристка                     |
| 2017      | ф   | Выжившая         | Revenge               | режиссёр, сценаристка, монтажёр           |
| 2022      | с   | Песочный человек | The Sandman           | режиссёр (эпизод «Коллекционеры»)         |
| 2024      | ф   | Субстанция       | The Substance         | режиссёр, сценаристка, продюсер, монтажёр |

## Награды и номинации
| Фильм         | Год  | Фестиваль / Премия                                                            | Категория                                                            | Результат | Прим.         |
| ------------- | ---- | ----------------------------------------------------------------------------- | -------------------------------------------------------------------- | --------- | ------------- |
| «Телеграмма»  | 2004 | Международный кинофестиваль в Амьене                                          | Награда «Дети единорога»                                             | Победа    | [ 18 ]        |
| «Телеграмма»  | 2005 | Международный кинофестиваль «Фаджр»                                           | Лучший короткометражный фильм                                        | Победа    | [ 19 ]        |
| «Реальность+» | 2015 | Международный фестиваль короткометражного кино Corti da Sogni — Antonio Ricci | Приз европейского конкурса                                           | Победа    | [ 20 ]        |
| «Реальность+» | 2016 | Кинофестиваль «Трайбека»                                                      | Приз жюри за лучший игровой короткометражный фильм                   | Номинация | [ 21 ]        |
| «Выжившая»    | 2017 | Кинофестиваль в Сиджесе                                                       | Лучшая режиссура                                                     | Победа    | [ 22 ]        |
| «Выжившая»    | 2017 | Кинофестиваль в Сиджесе                                                       | Премия «Гражданин Кейн» лучшему новому режиссёру                     | Победа    | [ 22 ]        |
| «Выжившая»    | 2018 | Международный кинофестиваль в Кливленде                                       | New Direction Competition                                            | Номинация | [ 23 ]        |
| «Выжившая»    | 2018 | Международный кинофестиваль в Кливленде                                       | Женская награда ReelWomenDirect за выдающиеся достижения в режиссуре | Номинация | [ 23 ]        |
| «Выжившая»    | 2018 | Фестиваль андеграундного кино в Калгари                                       | Лучший художественный фильм                                          | Победа    | [ 24 ]        |
| «Выжившая»    | 2018 | Пучхонский международный фестиваль фантастического кино                       | Лучший фильм                                                         | Победа    | [ 25 ]        |
| «Выжившая»    | 2019 | Премия Fangoria Chainsaw                                                      | Лучшая режиссура                                                     | Номинация | [ 26 ]        |
| «Выжившая»    | 2019 | Премия Fangoria Chainsaw                                                      | Лучший фильм ограниченного проката                                   | Номинация | [ 26 ]        |
| «Субстанция»  | 2024 | Международный Каннский кинофестиваль                                          | Лучший сценарий                                                      | Победа    | [ 3 ]         |
| «Субстанция»  | 2024 | Международный кинофестиваль в Торонто                                         | Приз зрительских симпатий секции «Полуночное безумие»                | Победа    | [ 27 ]        |
| «Субстанция»  | 2024 | Премия Европейской киноакадемии                                               | Лучший европейский фильм                                             | Номинация | [ 28 ]        |
| «Субстанция»  | 2024 | Премия Европейской киноакадемии                                               | Лучшая работа сценариста                                             | Номинация | [ 28 ]        |
| «Субстанция»  | 2024 | Ассоциация кинокритиков Вашингтона                                            | Лучший оригинальный сценарий                                         | Номинация | [ 29 ]        |
| «Субстанция»  | 2024 | Общество кинокритиков Сан-Диего                                               | Лучшая режиссура                                                     | Номинация | [ 30 ]        |
| «Субстанция»  | 2024 | Общество кинокритиков Сан-Диего                                               | Лучший оригинальный сценарий                                         | Номинация | [ 30 ]        |
| «Субстанция»  | 2024 | Ассоциация кинокритиков Чикаго                                                | Лучшая режиссура                                                     | Номинация | [ 31 ]        |
| «Субстанция»  | 2024 | Ассоциация кинокритиков Чикаго                                                | Лучший оригинальный сценарий                                         | Номинация | [ 31 ]        |
| «Субстанция»  | 2024 | Круг кинокритиков Сан-Франциско                                               | Лучшая режиссура                                                     | Номинация | [ 32 ]        |
| «Субстанция»  | 2024 | Круг кинокритиков Сан-Франциско                                               | Лучший оригинальный сценарий                                         | Номинация | [ 32 ]        |
| «Субстанция»  | 2024 | Общество кинокритиков Сиэтла                                                  | Лучший фильм                                                         | Победа    | [ 33 ] [ 34 ] |
| «Субстанция»  | 2024 | Общество кинокритиков Сиэтла                                                  | Лучшая режиссура                                                     | Номинация | [ 33 ] [ 34 ] |
| «Субстанция»  | 2024 | Общество кинокритиков Сиэтла                                                  | Лучший сценарий                                                      | Номинация | [ 33 ] [ 34 ] |
| «Субстанция»  | 2024 | Общество кинокритиков Сиэтла                                                  | Лучший монтаж                                                        | Номинация | [ 33 ] [ 34 ] |
| «Субстанция»  | 2025 | «Золотой глобус»                                                              | Лучший фильм — комедия или мюзикл                                    | Номинация | [ 35 ]        |
| «Субстанция»  | 2025 | «Золотой глобус»                                                              | Лучшая режиссура                                                     | Номинация | [ 35 ]        |
| «Субстанция»  | 2025 | «Золотой глобус»                                                              | Лучший сценарий                                                      | Номинация | [ 35 ]        |
| «Субстанция»  | 2025 | «Выбор критиков»                                                              | Лучшая режиссура                                                     | Номинация | [ 36 ]        |
| «Субстанция»  | 2025 | «Выбор критиков»                                                              | Лучший оригинальный сценарий                                         | Победа    | [ 36 ]        |
| «Субстанция»  | 2025 | Альянс женщин-киножурналистов                                                 | Лучшая режиссура                                                     | Победа    | [ 37 ] [ 38 ] |
| «Субстанция»  | 2025 | Альянс женщин-киножурналистов                                                 | Лучший оригинальный сценарий                                         | Победа    | [ 37 ] [ 38 ] |
| «Субстанция»  | 2025 | Альянс женщин-киножурналистов                                                 | Лучший монтаж                                                        | Номинация | [ 37 ] [ 38 ] |
| «Субстанция»  | 2025 | Альянс женщин-киножурналистов                                                 | Лучшая женщина-режиссёр                                              | Победа    | [ 37 ] [ 38 ] |
| «Субстанция»  | 2025 | Альянс женщин-киножурналистов                                                 | Лучшая женщина-сценаристка                                           | Победа    | [ 37 ] [ 38 ] |
| «Субстанция»  | 2025 | «Спутник»                                                                     | Лучший оригинальный сценарий                                         | Номинация | [ 39 ] [ 40 ] |
| «Субстанция»  | 2025 | Премия Лондонского кружка кинокритиков                                        | Лучший режиссёр года                                                 | Номинация | [ 41 ]        |
| «Субстанция»  | 2025 | Премия Лондонского кружка кинокритиков                                        | Лучший сценарист года                                                | Номинация | [ 41 ]        |
| «Субстанция»  | 2025 | BAFTA                                                                         | Лучшая режиссура                                                     | Номинация | [ 15 ] [ 42 ] |
| «Субстанция»  | 2025 | BAFTA                                                                         | Лучший оригинальный сценарий                                         | Номинация | [ 15 ] [ 42 ] |
| «Субстанция»  | 2025 | «Независимый дух»                                                             | Лучший фильм                                                         | Номинация | [ 43 ]        |
| «Субстанция»  | 2025 | «Сезар»                                                                       | Лучший иностранный фильм                                             | Номинация | [ 44 ]        |
| «Субстанция»  | 2025 | «Оскар»                                                                       | Лучший фильм                                                         | Номинация | [ 16 ] [ 45 ] |
| «Субстанция»  | 2025 | «Оскар»                                                                       | Лучшая режиссура                                                     | Номинация | [ 16 ] [ 45 ] |
| «Субстанция»  | 2025 | «Оскар»                                                                       | Лучший оригинальный сценарий                                         | Номинация | [ 16 ] [ 45 ] |
| «Субстанция»  | 2025 | Премия Американской ассоциации монтажёров                                     | Лучший монтаж фильма — комедия                                       | Номинация | [ 46 ]        |